# Edmundo Migliaccio
Edmundo Francisco Nicodemo Migliaccio (Caconde, 5 de dezembro de 1903 — São Paulo, 25 de julho de 1983) foi um pintor clássico brasileiro.

## Biografia
Migliaccio estudou no Liceu de Artes e Ofícios e no Instituto Profissional Masculino do Brás, em São Paulo, consagrou-se como pintor neoclássico, destacando-se como retratista. Sua inspiração por Rembrandt esta evidente em suas obras, nas quais o contraste luz e sombra evocam profundidade e espiritualidade. Pintor de inúmeras telas dentre elas as três, "Jesus Crucificado", "Assunção de Nossa Senhora" e "Imaculada Conceição", que se encontram no interior da Basílica Santuário de Nossa Senhora da Conceição em Caconde, com destaque também  a "Apóstolo São Paulo", que figura na Câmara Municipal de São Paulo, e  "O Sertanista", no Acervo do Palácio dos Bandeirantes, em São Paulo.
Era filho dos imigrantes italianos Domenico Migliaccio e Santa Frontiera, tendo nascido em Caconde (SP). Aos quatro anos de idade despontava como uma criança observadora e atirada. O cérebro parecia registrar em altíssima frequência todos os detalhes à sua volta. Como conta o escritor Ricardo Ramos, em seu livro biográfico "Edmundo Migliaccio", o pequeno Edmundo foi enviado para São José do Rio Pardo (SP), "por não ter [seu pai] posses para pagar seus estudos. Enviou-o para morar sob a tutela de Inocêncio Vigliegas, cuja profissão parecia ser fotógrafo. Seis meses depois, (...) Migliaccio voltou para junto de sua família, quando por admirar seus desenhos artísticos a carvão nas paredes de uma tulha de café, o fazendeiro João Gomes de Araújo (na verdade, se trata do Coronel João Baptista de Lima Figueiredo, apelidado "Joãozinho Gomes", e sua esposa (...) decidiram custear os estudos para que ele pudesse aprimorar seus dons artísticos. Pode-se dizer que o casal foi o mecenas do jovem desenhista. Portanto, Edmundo deixou a cidade entre dez e quinze anos, isto é, entre 1913 e 1918, para ir estudar em são Paulo e matriculou-se no Liceu de Artes e Ofícios".
Seus dons artísticos eram amplamente reconhecidos desde a adolescência, quando decorava os muros nas ruas de sua cidade natal. 
Os esboços nasciam de sua notável capacidade criadora, até mesmo, nos momentos mais inusitados. "Na hora do almoço, por exemplo, as extremidades da toalha de mesa emprestavam vida a um preto velho meditando ou a uma cigana descortinando o futuro", lembra a artista plástica Eliana Migliaccio Mantovani. No ateliê da vida real, a nobre Josefina Luzzi pintava, no coração do esposo Migliaccio, cariciosos quadros de ternura. Teve com Josefina três filhos, Joval, Jurema e Rubens.
A "genialidade" fazia contrastar a magnificência do divino com a nobreza dos traços peculiares das figuras históricas retratadas na época. Pintou também, a tela "O Sertanista" para o Palácio dos Bandeirantes, na gestão Laudo Natel. É, atualmente, importante peça do patrimônio cultural do estado de São Paulo.
Na década de 1960, o artista, recebeu no Salão de Belas Artes, a visita do então governador Reynaldo de Barros. Vale ressaltar que naquele mesmo espaço, dedicado às artes, foi condecorado, em 1938, com Menção Honrosa; Medalha de Bronze, em 1941; Pequena Medalha de Prata, em 1947; Grande Medalha de Prata, em 1962; Pequena Medalha de Ouro, em 1963; Grande Medalha de Ouro, em 1983.
Uma de suas mais famosas pinturas encontra-se exposta, na cidade de Chicago, Estados Unidos da América. Trata-se de um "Preto Velho" sentado à mesa; cachimbo à boca; vinho na taça; garrafão quase vazio. A cesta de taquaras recostada à parede do casebre e a moringa d'água; as beterrabas e os tomates próximos a uma bandeja de peixes, incorporam outro ângulo da cena. A faca, na parte posterior direita da mesa, parece esperar a hábil mão do preto velho acostumada à arte de descascar legumes. Os olhos parados no vácuo refletem a imagem da alma tranquila.
Edmundo faleceu aos 80 anos, após ter conquistado grande fama nacional e internacional. Funcionário público, professor na Escola Getúlio Vargas, depois de aposentado lecionava no seu ateliê na Mooca. Teve como alunos grandes artistas de renome no Brasil como Anna Cortazzio, Octavio Ferreira de Araújo, Salvador Rodrigues Junior, Luís Sacilotto, entre outros.
Hugo Mazzilli, médico e ex-prefeito de Caconde, encaminhou à Câmara Municipal de São Paulo projeto solicitando a aprovação do nome do artista a uma praça da capital. Tércio Chagas, vereador, cuidou para que a proposição tivesse parecer favorável. Jânio da Silva Quadros, na ocasião, respondia pela pasta de chefe do executivo paulista. Coube a ele a publicação do decreto legislativo no Diário Oficial do Estado. A partir dali, a quadra 083/AR, ladeada pelas avenidas Salim Farah Maluf e David Zeiger, na Mooca, passou a denominar-se Praça Edmundo Migliaccio. Em sua cidade natal, Caconde, um edifício secular lhe foi dedicado como "Casa da Cultura Edmundo Migliaccio".

## Cronologia
- 1918 – Deixa sua cidade natal, e ingressa-se no Liceu de Artes e Ofícios em São Paulo.
- 1920 – Ingressa no Instituto Profissional do Brás em 1 de novembro.
- 1924 – Diplomou-se em “Pintura e Decoração”. Casa-se com Josefina Luzzi.
- 1925 – É contratado pelo Instituto Profissional como ajudante de Oficina de Decoração e Pintura.
- 1926 – 1930 – Realiza com a ajuda de seu sogro Salvatore Luzzi as primeiras exposições de seus trabalhos.
- 1932 – Em 9 de junho, é contratado como Mestre de Pintura da Escola Normal Masculina de Artes e Ofícios (atual Escola Técnica Getúlio Vargas, no Brás em São Paulo).
- 1937 – Torna-se mestre de Desenho Artístico na mesma Escola.
- 1938 – Recebe “Menção Honrosa” pelos trabalhos expostos no Salão Paulista de Belas Artes.
- 1941 – É condecorado com a “Medalha de Bronze”, no Salão Paulista de Belas Artes.
- 1942 – Participa da fundação da Associação Paulista de Belas Artes, como sócio-fundador (n.º 3).
- 1943 – Em 17 de fevereiro, é elevado à função de Mestre de Oficina de Pintura e Decoração.
- 1944 – Torna-se Fiscal das Sessões de Modelo Vivo na Associação Paulista de Belas Artes, cargo que ocupará até 1956.
- 1947 – Recebe a “Pequena Medalha de Prata”, pelos trabalhos expostos no Salão Paulista de Belas Artes.
- 1953 – Depois de quase trinta anos volta a sua cidade natal, Caconde, onde recebe diversas homenagens. Doa à Prefeitura Municipal de Caconde, a tela “Euclides da Cunha em Canudos”.
- 1956 – Aposenta-se da Escola Getúlio Vargas e é homenageado pela Câmara Municipal e pela Assembleia Legislativa do Estado de São Paulo.
- 1951 – Doa à Câmara Municipal de São Paulo a tela “Apóstolo São Paulo”, retratando o Santo que deu o nome à cidade.
- 1960-1961 – Pinta para a Igreja Matriz de Caconde, sua terra natal, três grandes painéis retratando figuras sacras. Doa à Igreja de Caconde, a tela “Imaculada Conceição”, como contribuição pessoal às reformas do templo.
- 1962 – É homenageado com o Título de “Cidadão Paulistano”, pela Câmara Municipal de São Paulo. É condecorado com a “Grande Medalha de Prata” no Salão Paulista de Belas Artes, pela obra “Auto Retrato”.
- 1963 – Recebe a “Pequena Medalha de Ouro” no Salão Paulista de Belas Artes.
- 1966 – É homenageado com a “Comenda de Artista Plástico”, pelo governo do Estado de São Paulo, no Salão Paulista de Belas Artes.
- 1973 – Pinta para o Governador do Estado de São Paulo, Laudo Natell, a tela “O Sertanista” para o acervo do Palácio dos Bandeirantes.
- 1975 – Pela última vez, visita sua cidade natal, Caconde, onde participa dos tradicionais Festejos em honra de Nossa Senhora Aparecida e São Roque.
- 1980 – Morre em 8 de abril, a esposa do Pintor, Josefina Luzzi Migliaccio, aos 66 anos de idade, em São Paulo.
- 1983 – É condecorado com a “Grande Medalha de Ouro” pela obra “Natureza Morta”, exposta no Salão Paulista de Belas Artes. Morreu vítima de derrames consecutivos, em 25 de julho, em São Paulo.